# Leslie Smith
Leslie Smith (Pleasant Hill, 17 de agosto de 1982) é uma lutadora de artes marciais mistas que compete na categoria peso-galo do Ultimate Fighting Championship. Ela anteriormente lutou pelo Invicta FC onde chegou a realizar seis lutas e vencer três.

## Carreira no MMA

### Invicta Fighting Championships
Smith integrou o Invicta FC com um cartel de 3-2. Ela fez sua estreia na promoção no Invicta FC 1 em 28 de abril de 2012. Em sua primeira luta, ela enfrentou a veterana Kaitlin Young e um excitante empate, conquistando o prêmio de Luta da Noite.
Amanda Nunes era esperada para enfrentar Milana Dudieva no Invicta FC 2, mas Dudieva retirou-se da luta em 9 de julho devido a problemas de saúde e foi substituída por Smith. No entanto, em 20 de julho, Smith sofreu uma lesão na mão que a obrigou a também retirar-se da luta. Ela foi, então, substituída por Raquel Pa'aluhi na luta com Nunes.
Smith era esperada para enfrentar Cat Zingano no Invicta FC 3, mas a promoção permitiu que Zingano se retirasse da luta para que ela pudesse realizar uma luta pelo Strikeforce. Zingano foi substituída pela boxeadora profissional e lutadora invicta no MMA, Kim Connor-Hamby. Sarah Kaufman foi selecionada para enfrentar Kaitlin Young mas uma lesão obrigou que Kaufman se retirasse da luta. Como resultado, Smith se mudou de sua luta com Connor-Hamby, a fim de enfrentar novamente Young, para finalmente descobrirem quem seria a vencedora. Desta vez, Smith foi capaz de se sair melhor de novo e ela derrotou por nocaute técnico no segundo round.
Smith enfrentou Raquel Pennington no Invicta FC 4 em janeiro de 2014. Ela venceu Raquel por decisão unânime.
Obtendo um cartel invicto na promoção, Smith foi selecionada para lutar no Invicta FC 5 contra a Ex-Campeã Peso Galo do Strikeforce, Sarah Kaufman. Smith perdeu em uma decisão dividida controversa. A luta foi premiada como Luta da Noite (segundo prêmio de Leslie na organização).
Smith enfrentou a brasileira Jennifer Maia no Invicta FC 6, fazendo sua estreia na categoria dos moscas. Smith venceu por decisão unânime e conquistou mais um prêmio de Luta da Noite.
Smith enfrentou Barb Honchak pelo Cinturão Peso Mosca do Invicta FC no Invicta FC 7 em 7 de dezembro de 2013. Smith perdeu por decisão unânime e conquistou seu quarto prêmio de Luta da Noite na organização.

### Ultimate Fighting Championship
Em 8 de abril de 2014 foi divulgado que Smith substituiria a lesionada Amanda Nunes contra Sarah Kaufman no The Ultimate Fighter Nations Finale. Ela perdeu a revanche por decisão unânime.
Smith enfrentou Jessamyn Duke no UFC Fight Night: Cerrone vs. Miller em julho de 2014. Ela venceu por nocaute técnico no primeiro round.
Smith enfrentou Jessica Eye no UFC 180 na Cidade do México. Após ser acertada com um soco, Smith sofreu um corte profundo em sua orelha, o que obrigou os médicos interromperem a luta decretarem vitória por nocaute técnico para Eye.

## Títulos e realizações

### Mixed Martial Arts
- Kickdown MMA
  - Campeã Peso Galo do Kickdown MMA (Uma vez)
- Invicta Fighting Championships
  - Luta da noite (Quatro vezes) vs. Kaitlin Young, Sarah Kaufman, Jennifer Maia e Barb Honchak

## Cartel no MMA
| Cartel no MMA   |             |            |
| 22 lutas        | 12 vitórias | 9 derrotas |
| Por nocaute     | 5           | 3          |
| Por finalização | 0           | 0          |
| Por decisão     | 7           | 6          |
| Empates         | 1           | 1          |

| Res.    | Cartel | Oponente          | Método                                | Evento                                  | Data                   | Round | Tempo | Local                      | Notas                                                 |
| ------- | ------ | ----------------- | ------------------------------------- | --------------------------------------- | ---------------------- | ----- | ----- | -------------------------- | ----------------------------------------------------- |
| Derrota | 12–9–1 | Cristiane Justino | Nocaute Técnico (socos)               | Bellator 259                            | 21 de maio de 2021     | 5     | 4:51  | Uncasville, Connecticut    | Pelo Cinturão Peso Pena do Bellator.                  |
| Vitória | 12–8–1 | Amanda Bell       | Decisão (unânime)                     | Bellator 245                            | 11 de setembro de 2020 | 3     | 5:00  | Uncasville, Connecticut    | Luta no peso casado (67,5 kg); Bell não bateu o peso. |
| Derrota | 11–8–1 | Arlene Blencowe   | Decisão (unânime)                     | Bellator 233                            | 8 de novembro de 2019  | 3     | 5:00  | Thackerville, Oklahoma     |                                                       |
| Vitória | 11–7–1 | Sinead Kavanagh   | Decisão (majoritária)                 | Bellator 224                            | 12 de julho de 2019    | 3     | 5:00  | Thackerville, Oklahoma     | Returno ao peso-pena.                                 |
| Vitória | 10-7-1 | Amanda Lemos      | Nocaute Técnico (socos e cotoveladas) | UFC Fight Night: Nelson vs. Ponzinibbio | 16 de julho de 2017    | 2     | 2:53  | Glasgow                    |                                                       |
| Vitória | 9-7-1  | Irene Aldana      | Decisão (unânime)                     | UFC on Fox: VanZant vs. Waterson        | 17 de dezembro de 2016 | 3     | 5:00  | Sacramento, Califórnia     | Luta da Noite.                                        |
| Derrota | 8-7-1  | Cristiane Justino | Nocaute Técnico (socos)               | UFC 198: Werdum vs. Miocic              | 14 de maio de 2016     | 1     | 1:21  | Curitiba                   | Luta no peso casado (63,5 kg).                        |
| Vitória | 8-6-1  | Rin Nakai         | Decisão (unânime)                     | UFC Fight Night: Hunt vs. Mir           | 19 de março de 2016    | 3     | 5:00  | Brisbane                   |                                                       |
| Derrota | 7-6-1  | Jessica Eye       | Nocaute Técnico (interrupção médica)  | UFC 180: Werdum vs. Hunt                | 15 de novembro de 2014 | 2     | 1:30  | Cidade do México           |                                                       |
| Vitória | 7–5–1  | Jessamyn Duke     | Nocaute técnico (socos)               | UFC Fight Night: Cerrone vs. Miller     | 16 de julho de 2014    | 1     | 2:24  | Atlantic City, Nova Jersey |                                                       |
| Derrota | 6–5–1  | Sarah Kaufman     | Decisão (unânime)                     | UFC Fight Night: Bisping vs. Kennedy    | 16 de abril de 2014    | 3     | 5:00  | Quebec City, Quebec        | Retornou ao Peso Galo                                 |
| Derrota | 6–4–1  | Barb Honchak      | Decisão (unânime)                     | Invicta FC 7: Honchak vs. Smith         | 7 de dezembro de 2013  | 5     | 5:00  | Kansas City, Missouri      | Pelo Cinturão Peso Mosca do Invicta FC; Luta da Noite |
| Vitória | 6–3–1  | Jennifer Maia     | Decisão (unânime)                     | Invicta FC 6: Coenen vs. Cyborg         | 13 de julho de 2013    | 3     | 5:00  | Kansas City, Missouri      | Estreia no Peso Mosca; Luta da Noite                  |
| Derrota | 5–3–1  | Sarah Kaufman     | Decisão (dividida)                    | Invicta FC 5: Penne vs. Waterson        | 5 de abril de 2013     | 3     | 5:00  | Kansas City, Missouri      | Luta da Noite                                         |
| Vitória | 5–2–1  | Raquel Pennington | Decisão (unânime)                     | Invicta FC 4: Esparza vs. Hyatt         | 5 de janeiro de 2013   | 3     | 5:00  | Kansas City, Kansas        |                                                       |
| Vitória | 4–2–1  | Kaitlin Young     | Nocaute técnico (socos)               | Invicta FC 3: Penne vs. Sugiyama        | 6 de outubro de 2012   | 2     | 2:19  | Kansas City, Kansas        |                                                       |
| Empate  | 3–2–1  | Kaitlin Young     | Empate (dividido)                     | Invicta FC 1: Coenen vs. Ruyssen        | 28 de abril de 2012    | 3     | 5:00  | Kansas City, Kansas        | Luta da Noite                                         |
| Derrota | 3–2    | Ediane Gomes      | Decisão (unânime)                     | BEP 5: Breast Cancer Beatdown           | 1 de outubro de 2011   | 3     | 5:00  | Fletcher, North Carolina   |                                                       |
| Vitória | 3–1    | Julia Griffin     | Decisão (unânime)                     | FE: Arctic Combat 2                     | 19 de março de 2010    | 3     | 3:00  | Fairbanks, Alaska          |                                                       |
| Vitória | 2–1    | Louise Johnson    | Nocaute técnico (socos)               | Kickdown 74: Grudge                     | 23 de janeiro de 2010  | 2     | 1:35  | Denver, Colorado           | Ganhou o Cinturão Peso Galo do Kickdown MMA.          |
| Derrota | 1–1    | Kerry Vera        | Decisão (unânime)                     | Bellator 7                              | 15 de maio de 2009     | 3     | 5:00  | Chicago, Illinois          |                                                       |
| Vitória | 1–0    | Louise Johnson    | Nocaute técnico (socos)               | Kickdown 61: Retaliation                | 6 de março de 2009     | 3     | 4:16  | Denver, Colorado           |                                                       |